# Melanargia aperta
Melanargia aperta är en fjärilsart som beskrevs av Hans Rebel 1910. Melanargia aperta ingår i släktet Melanargia och familjen praktfjärilar. Inga underarter finns listade i Catalogue of Life.